# Базил, Ернат Дуйсенбекулы
Ернат Дуйсенбекулы Базил (каз. Ернат Дүйсенбекұлы Бәзіл; род. 25 октября 1978, Джамбульская районКазахская ССР) — казахстанский государственный деятель, аким города Талдыкорган с 30 июня 2023 года.

## Биография
Родился в 1978 году в Джамбулской области Казахской ССР.
Окончил Казахскую государственную архитектурно-строительную академию, Таразский государственный университет имени М.Х. Дулати.
Трудовую деятельность начал мастером участка ТОО «Корпорация Базис-А» в городе Алма-Ата, где затем работал прорабом.
В дальнейшем — ведущий, главный специалист, начальник отдела управления строительства, заместитель руководителя управления энергетики и коммунального хозяйства, заместитель акима Жетысуского района города Алма-Ата, начальник управления топливно-энергетического комплекса и коммунального хозяйства города Астана, заместитель акима Жетысуского района города Алма-Ата,  руководитель управления топливно-энергетического комплекса и коммунального хозяйства Нур-Султана, с августа 2022 г. руководитель управления энергетики и жилищно-коммунального хозяйства Жетысуской области.
С февраля 2023 года — заместитель акима Жетысуской области.
С 30 июня 2023 года — аким города Талдыкорган.